# Округ Берк (Северна Каролина)
Округ Берк (енгл. Burke County) је округ у америчкој савезној држави Северна Каролина.

## Демографија
По попису из 2010. године број становника је 90.912, што је 1.764 (2,0%) становника више него 2000. године.
| Група             | 2000.          | 2010.          |
| Белци             | 75.727 (84,9%) | 75.472 (83,0%) |
| Афроамериканци    | 5.984 (6,7%)   | 6.012 (6,6%)   |
| Азијати           | 3.106 (3,5%)   | 3.185 (3,5%)   |
| Хиспаноамериканци | 3.180 (3,6%)   | 4.634 (5,1%)   |
| Укупно            | 89.148         | 90.912         |